# 북마타벨랜드주

북마타벨랜드 주의 위치

북마타벨랜드주(Matabeleland North Province)는 짐바브웨 서부에 위치한 주로, 주도는 루파네이며 면적은 75,025km2, 인구는 700,000명(2002년 기준)이다. 동쪽으로는 서마쇼날랜드주와 미들랜즈주, 남쪽으로는 불라와요 시, 남마타벨랜드주와 인접해 있고 서쪽으로는 보츠와나, 북쪽으로는 잠베지강을 경계로 잠비아와 국경을 맞대고 있으며 7개 구(빙가, 부비, 황게, 루파네, 은카이, 촐로초, 움구자)를 관할한다.

## 같이 보기
- 짐바브웨의 행정 구역